# Condéon
Condéon – miejscowość i gmina we Francji, w regionie Nowa Akwitania, w departamencie Charente.
Według danych na rok 1990 gminę zamieszkiwały 553 osoby, a gęstość zaludnienia wynosiła 18 osób/km² (wśród 1467 gmin regionu Poitou-Charentes Condéon plasuje się na 517. miejscu pod względem liczby ludności, natomiast pod względem powierzchni na miejscu 158.).